# Автошлях E87
Європейський маршрут E87 — європейський автошлях, що бере свій початок в українській Одесі і закінчується у турецькій Анталії. Загальна довжина 2030 кілометрів.
В Україні починається в Одесі як частина міжнародного автошляху М15 (Одеса — Рені) і закінчується на пропускному пункті Рені в Одеській області на кордоні з Молдовою.

## Маршрут автошляху
Шлях проходить через такі міста:
- Україна: Одеса — Татарбунари — Ізмаїл — Рені
- Румунія: Галац — Браїла — Мачін — Ісакчя — Тулча — Бабадаг — Урзічень — Констанца
- Болгарія: Варна — Бургас — Малко-Тирново
- Туреччина: Дерекей — Киркларелі — Хавса — Кешан — Геліболу — Чанаккале — Едреміт — Бергама — Ізмір — Сельчук — Айдин — Денізлі — Коркутелі — Анталія

Автошлях E87 проходить територією України, Молдови, Румунії, Болгарії та Туреччини.